# Mercy Otis Warren
Mercy Otis Warren (Barnstable, 25 september 1728 – Plymouth, 19 oktober 1814) was een Amerikaanse dichter, toneelschrijver en pamfletschrijver die voornamelijk actief was tijdens de Amerikaanse Revolutie.

## Biografie
Mercy Otis werd geboren als het derde van de dertien kinderen van James Otis en Mary Allyne Otis. Ze verkreeg haar onderwijs thuis van een huisleraar samen met haar broer James Otis. Hier werd ze geschoold in de klassieke literatuur, mythologie en geschiedenis. Haar broer moedigde haar tevens aan om te beginnen met het schrijven van poëzie.
In 1754 huwde ze met James Warren, die een studiegenoot van haar broer op Harvard-universiteit was. Deze moedigde haar aan om door te blijven gaan met schrijven. In 1766 werd hij verkozen in het Huis van Afgevaardigden van de Massachusetts Bay en hierop werden er bij de Warrens thuis de nodige burgers uitgenodigd die kritisch waren op de Britse politiek in Amerika. Otis Warren leerde hier enkele mensen kennen, waaronder John Adams met wie ze jarenlang zou blijven corresponderen. Ook het feit dat haar broer James in elkaar was geslagen door Britse koloniale officieren zorgde ervoor dat ze politiek actief werd.
In de periode voorafgaand aan de Amerikaanse Revolutie begon Otis Warren politieke drama's te schrijven die het beleid van de Britse politici aan de kaak stelden, met name die van gouverneur Thomas Hutchinson. In 1772 kwam haar satire "The Adulator" uit, dat anoniem werd uitgegeven in de krant de Massachusetts Spy. Later schreef ze ook een paar toneelstukken die ze toespitste op de Britse koloniale leiders. Ze steunde vervolgens dan ook de Boston Tea Party.
Direct na het begin van de Amerikaanse Revolutie begon Otis Warren aan het opschrijven van de geschiedenis hiervan en deze werd in 1805 gepubliceerd onder de titel History of the Rise, Progress and Termination of the American Revolution. Het was een van de eerste uitgegeven boeken in Amerika die door een vrouw was geschreven. In de Amerikaanse politiek was ze een aanhanger van de republikeinse koers van Thomas Jefferson. Vanuit deze positie was Otis Warren ook een felle tegenstander van de Amerikaanse Constitutie. In 1788 publiceerde ze dan ook de Observations on the New Constitution waarin ze haar standpunt hierover toelichtte.
Tot op hoge leeftijd bleef Otis Warren met haar politieke vrienden corresponderen. Ze overleed op 68-jarige leeftijd.